# بن راي لوجان
بن راي لوجان (بالإنجليزية: Ben Ray Luján)‏ هو سياسي أمريكي عضو في الحزب الديمقراطي ولد في 7 يونيو 1972.